# Arvid Swedrup
Arvid Swedrup, folkbokförd Måns Arvid Elton Swedrup, född 19 november 1997, är en svensk skådespelare.
Swedrup har bland annat medverkat i TV-serien The Pirate Bay där han spelar Gottfrid Svartholm Warg, en av huvudkaraktärerna.

## Filmografi (i urval)
- 2024 – The Pirate Bay (TV-serie)
- 2025 – Alla andra kan dra åt helvete (TV-serie)